# Sillon bicipital
Les sillons bicipitaux en anatomie humaine forment une région située au niveau du pli du coude au niveau du tendon distal du muscle biceps brachial. Ils sont constitués du sillon bicipital latéral et du sillon bicipital médial formant un V ouvert en haut.

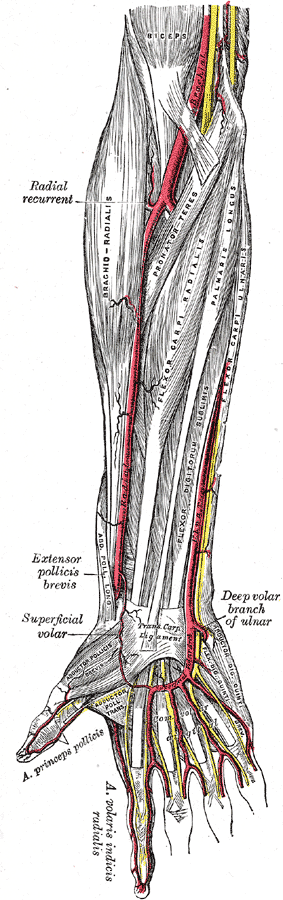
Le sillon bicipital médial est situé en haut à droite.

## Aspect clinique
Lors d'un examen clinique, on peut rechercher le tendon du biceps brachial facilement palpable avec une légère flexion du coude afin de localiser l'artère brachiale au niveau du pli du coude pour réaliser une prise de pouls.